# ドリームキングR
『ドリームキングR』（ドリームキングアール）は、原作：俵家宗弖一、作画：柳内大樹による日本の漫画。『月刊ヤングキング』（少年画報社）にて連載された。単行本は全6巻（ヤングキングコミックス）。
男性向けファッション雑誌『GET ON!』（学習研究社）に連載されていた柳内大樹による単独作『ドリームキング』の続編にあたり、前作の完結から半年後に俵家宗弖一を原作者に迎えて連載開始された。
スピンオフ作品として、俵家宗弖一による小説『ドリームキング外伝 シブヤ大戦争』および『ドリームキング外伝II シブヤ狂争曲』（ともに学習研究社）が刊行されており、両作品とも柳内が挿絵を担当した。また、同小説のコミカライズ作品として、小幡文生の作画による『SHIBUYA大戦争』、白鳥貴久の作画による『SHIBUYA狂争曲』（ともに少年画報社）がある。
前述のコミカライズとはまた別のスピンオフ作品として、近藤和寿の作画による『ドリームキング外伝 シブヤ曼陀羅』（集英社）がある。なお、外伝にあたる漫画作品はすべて「原作：俵家宗弖一」「キャラクターデザイン：柳内大樹」とクレジットされている。

## ストーリー
「ファッション業界で世界ナンバー1になること！」を夢見て、富山から単身で上京してきた主人公ジョニー。シブヤで伝説のセレクトショップゴッサマーで運良く働くことになったが、ジョニーの周りでは様々なトラブルが発生する。服飾業界の裏表を見せつつも、シブヤというストリートで生き抜いていく若者達のサクセスストーリーである。

## 主な登場人物
ジョニー
主人公。オリジナルブランド「ブラッディシャカ」のデザイナーであり、「ゴッサマー」のスタッフ。後に「ゼロル」という新たなブランドを立ち上げ、世界一のウェアデザイナーを目指し邁進している。
タカ
シブヤに君臨するセレクトショップ「ゴッサマー」のオーナー。かつて“シブヤ大戦争”と呼ばれたチーマーと暴走族を巻き込んだ大騒動を一人で治めた男。いまはシブヤの顔役として恐れられている。クラブ「FATE」のオーナーという裏の顔を持つ。物語の中盤で、ジョニーに「ゴッサマー」を托して姿を消した。
カエデ
タカの妹。過去にある事件があって失声症となり、話すことができない。しかし、手話を取り入れたストリートダンスで実力ナンバー1のダンサーである。
キバ
タカの舎弟であり、ジョニーの親友。元々は「ツインタワー」というユニットのDJ担当であったが、相方のMC担当だったツノのみがスカウトされアメリカへと旅立ったため、現在は単身シブヤのクラブで腕を研いている。
オザキック
「裏シブ」という巨大人気ブランドを牛耳るデザイナー。専門学校時代からその実力は抜きん出ており、ジョニーとはことあるごとにぶつかり、彼を潰そうとしていた。拝金主義者であるが、服作りの腕と情熱は薄れていない。後にジョニーと手を組み、「ゼロル」のディフュージョンラインである「ゼロリズム」というブランドを立ち上げる。
J（ジェイ）
「α－BET（アルファベット）」というグラフィティチームのリーダー。一時期、オザキックの「裏シブ」で「ギャランドゥ」というヒップホップブランドのプロデュースを無理矢理やらされていた。後に「ゼロル」および「ゼロリズム」のプロデューサーとして活躍する。
ハチ
大阪でオリジナルブランド「バブル」を立ち上げているデザイナー。ジョニーとは意気投合し、魂兄弟の関係に。かつて在籍していた大阪巨大ブランド「モンスタ」の社長だったドンやハクなどに可愛がられている。後に大阪にてショップ「バブリー」を構える。
花男
シブヤのファッション業界の重鎮であるオカマ。タカとは旧友であり、時折「ゴッサマー」にもリースの依頼にやってくる。タカが「ゴッサマー」をジョニーに託した際、その事の大きさをジョニーに伝えた。

## 単行本一覧
- 原作：俵家宗弖一、作画：柳内大樹 『ドリームキングR』 少年画報社〈ヤングキングコミックス〉、全6巻

1. 2007年4月26日発売[1] ISBN 978-4-7859-2772-1
2. 2007年10月19日発売[2] ISBN 978-4-7859-2866-7
3. 2008年9月8日発売[3] ISBN 978-4-7859-3019-6
4. 2009年2月19日発売[4] ISBN 978-4-7859-3108-7
5. 2009年11月19日発売[5] ISBN 978-4-7859-3269-5
6. 2010年7月20日発売[6] ISBN 978-4-7859-3425-5

## 関連作品一覧

### 漫画
- ドリームキング （『GET ON!』、学習研究社、全3巻）
  - ドリームキング 新装版 （少年画報社、上下巻）
- SHIBUYA大戦争 （原作：俵家宗弖一、キャラデザイン：柳内大樹、作画：小幡文生、『月刊ヤングキング』、少年画報社） - 小説『ドリームキング外伝 シブヤ大戦争』のコミカライズ
- SHIBUYA狂争曲 （原作：俵家宗弖一、キャラデザイン：柳内大樹、作画：白鳥貴久、『ヤングキング』、少年画報社） - 小説『ドリームキング外伝II シブヤ狂争曲』のコミカライズ
- ドリームキング外伝 シブヤ曼陀羅 （原作：俵家宗弖一、キャラデザイン：柳内大樹、作画：近藤和寿、『グランドジャンプ』→『グランドジャンプWEB』、集英社）

### 小説
- ドリームキング外伝 シブヤ大戦争 （著者：俵家宗弖一、挿絵：柳内大樹、学習研究社）ISBN 978-4-05-403995-7 - 小説の表紙&挿絵
- ドリームキング外伝II シブヤ狂争曲 （著者：俵家宗弖一、挿絵：柳内大樹、学習研究社）ISBN 978-4-05-404764-8 - 小説の表紙&挿絵